# 全日本マーチングコンテスト
全日本マーチングコンテスト（ぜんにほんマーチングコンテスト、All Japan Marching Contest）は、一般社団法人全日本吹奏楽連盟と朝日新聞社が主催し、毎年11月に開催されるマーチングのコンテスト。1988年に全日本吹奏楽連盟50周年の記念事業として創設、第1回の全国大会が開催された。
当初は全日本マーチングフェスティバルと呼ばれていたが、2004年度の第17回大会より全日本マーチングコンテストに改称された。

## 概要

### 規定
全日本マーチングコンテストは大きく「中学校の部門」「高等学校以上の部門」に分かれている。全日本吹奏楽連盟に大学・職場・一般として登録されている加盟団体は「高等学校以上の部門」に参加する。
2006年度までは、基本的に学校指定の体操着又はそれに準ずる服装の着用のもと、規定課題を加えた演技・演奏を行う「パレードコンテスト」と、規定課題が無く、大道具、手具等による演出や服装も自由となる
（所謂「マーチングバンド・バトントワーリング全国大会」と同じような形態）「フェスティバル」が開催されていたが、2007年度より、音楽を重視したマーチングのより一層の美しさを目指し「パレードコンテスト」を基に、両部門を統一した形で行われるようになった。規定も変更され、体操着以外の服装も認められるが、過度な演出や華美な服装は求められていない。
現在このコンテストは「吹奏楽形態でマーチング活動を行っている団体」を参加想定層として開催されるコンテストであり、行進をしながら演技・演奏の出来る木管楽器・金管楽器・打楽器のみ参加が認められている。大道具やピット楽器は使用禁止。手具は大会理念に沿う形で使用可能。演奏時間は6分以内、参加した団体のバンドメンバー全員、別途定められた規定課題（パレード行進一周、180度方向転換一回、32歩間のマークタイム演奏）を演技しなければならない。6分をオーバーすると失格となり、審査の対象としない。
中学、高校、大学、職場として登録されている加盟団体が出場する場合、参加者のすべてが同一の学校・企業・官庁の公認団体の団員であることが求められる。中学、高校の各部門では同一経営の小学校の児童、中学校の生徒（中高一貫校や付属校など）の参加も認められている。なお、職業演奏家の参加はできない。また、同一の奏者が複数の団体から出場することは認められていない。参加を希望する団体は、まず該当地域の吹奏楽連盟に団体の登録を行った上で、コンテストへの参加申込を行う。
かつての審査方法は、7人の審査員が「演奏（技術）」・「演奏（表現）」・「演技」・「音の動きと調和」の観点からそれぞれA、B、C、D、Eの5段階によって評価を行い、上下の点数をカットした結果によって、金賞・銀賞・銅賞のいずれかの賞が与えられていたが、全日本吹奏楽コンクールと同様に2013年度から審査の方法が変わり、7人の審査員がそれぞれA、B、Cの3段階によって評価を行い、評価の過半数がAの団体に金賞、Cの団体に銅賞、それ以外の団体に銀賞が与えられるようになった。
2012年度より、ドラムメジャーのメジャーバトンとカラーガードのフラッグの放り投げ及び、ピット楽器の使用が禁止された。2013年度より、大会出場人数に上限が設けられ、バンドメンバーはドラムメジャーを含む81名までとなった。また、三年連続出場制度が廃止された（2012年度に三年連続出場を達成した団体は2013年度は参加できない）。かつては全日本吹奏楽コンクール同様に、三年間連続して全国大会に出場した団体は、その翌年は県大会や支部大会といった下部の大会も含め、マーチングコンテストに参加することができなかった。この制度は、通称「三出制度（もしくは、三出休み）」と呼ばれていた。

### 記録
第1回大会より連続出場(三年連続出場制度による不出場年度を除く)をしている団体は群馬県の東京農業大学第二高等学校のみとなる。

### 予選
参加団体はまず、例年8月から9月ごろに行われる都道府県予選に参加する。審査の上代表が決められ、上位大会である支部大会（北海道・東北・東関東・西関東・東京都・東海・北陸・関西・中国・四国・九州）へと進み、そこで審査の上代表権を得ると全日本マーチングコンテスト本選（便宜上以下「全国大会」と記す）へと進む。全国大会の審査は上述の方法で行われるが、各支部、都道府県大会ごとに審査方法、審査員の人数は異なっている。

## 開催会場・期日一覧
連盟加盟支部（本節では所属支部）のこれまでの経緯に関しては、「連盟加盟支部の経緯」を参照のこと。
会場はこれまで関東と関西で交互に開催されてきたが、2009年度の第22回大会より大阪城ホールに固定される。
1997年度の第10回大会からは前日に全日本小学生バンドフェスティバルが同じ会場で開催されている。
下記表の審査員は、第1回～第3回大会までは「コンクールの部」のみ。第4回大会～第8回大会までは、「審査員／講評者」の肩書きとなった。第9回大会から、部門に関わらず「審査員」の肩書きに統一されている。

### 第1回 - 第21回
| 回 年度 | 会場                      | 都道府県 所属支部 | 日程                                 | 審査員                                                         |
| ------- | ------------------------- | ----------------- | ------------------------------------ | -------------------------------------------------------------- |
| 1 1988  | ワールド記念ホール        | 兵庫県 関西支部   | 1988年11月13日（日）                 | 赤松二郎 北野徹 秦和夫 原田元吉 福住政博                       |
| 2 1989  | ワールド記念ホール        | 兵庫県 関西支部   | 1989年11月23日（木・祝）             | 喜田賦 真島俊夫 北 洋 内海重典 百瀬和紀                        |
| 3 1990  | ワールド記念ホール        | 兵庫県 関西支部   | 1990年11月23日（金・祝）             | 北野徹 佐倉友章 田宮堅二 原田元吉 藤田玄播                     |
| 4 1991  | ワールド記念ホール        | 兵庫県 関西支部   | 1991年11月23日（土・祝）             | 伊藤清 小長谷宗一 坂上弘志 鈴木竹男 松代晃明                   |
| 5 1992  | ワールド記念ホール        | 兵庫県 関西支部   | 1992年11月22日（日）                 | 内山洋 小沢千尋 坂上弘志 森田一浩 山崎昌平                     |
| 6 1993  | ワールド記念ホール        | 兵庫県 関西支部   | 1993年11月21日（日）                 | 伊藤康英 内山洋 小倉貞行 藤井むつ子 山崎昌平                   |
| 7 1994  | 幕張メッセ イベントホール | 千葉県 関東支部   | 1994年11月23日（水・祝）             | 伊藤清 今村三明 小串俊寿 後藤洋 山崎昌平                       |
| 8 1995  | 幕張メッセ イベントホール | 千葉県 東関東支部 | 1995年11月19日（日）                 | 生乃久法 関山幸弘 塚田靖 仲田守 森田一浩                       |
| 9 1996  | 幕張メッセ イベントホール | 千葉県 東関東支部 | 1996年11月23日（土・祝）、24日（日） | 大倉滋夫 海鋒正毅 小長谷宗一 田中久仁明 藤井むつ子             |
| 10 1997 | ワールド記念ホール        | 兵庫県 関西支部   | 1997年11月23日（日・祝）             | 北 洋 櫛田胅之扶 島貫利博 田中久仁明 前田昌宏                  |
| 11 1998 | 幕張メッセ イベントホール | 千葉県 東関東支部 | 1998年11月29日（日）                 | 小倉清澄 曽我部清典 塚田靖 坪能克裕 山崎昌平                   |
| 12 1999 | ワールド記念ホール        | 兵庫県 関西支部   | 1999年11月21日（日）                 | 赤松二郎 勝俣良治 呉信一 佐藤元昭 森田一浩 山崎昌平 横澤英雄   |
| 13 2000 | 幕張メッセ イベントホール | 千葉県 東関東支部 | 2000年11月19日（日）                 | 新井靖志 奥田昌史 近藤孝司 戸部豊 服部公一 三村園子 森田利明   |
| 14 2001 | ワールド記念ホール        | 兵庫県 関西支部   | 2001年11月24日（土）                 | 梅津正好 木村吉宏 近藤孝司 坂上弘志 田中靖人 田宮堅二 村井祐児 |
| 15 2002 | 幕張メッセ イベントホール | 千葉県 東関東支部 | 2002年11月24日（日）                 | 上原宏 田宮堅二 服部吉之 宮本明恭 村井祐児 森 茂 森田一浩      |
| 16 2003 | ワールド記念ホール        | 兵庫県 関西支部   | 2003年11月23日（日・祝）             | 内山洋 織田準一 勝俣良治 金井信之 木村吉宏 呉信一 前田昌宏     |
| 17 2004 | 幕張メッセ イベントホール | 千葉県 東関東支部 | 2004年11月21日（日）                 | 赤坂達三 奥田昌史 金井信之 近藤孝司 澤 敦 鈴木英史 彦坂眞一郎  |
| 18 2005 | 大阪城ホール              | 大阪府 関西支部   | 2005年11月20日（日）                 | 北野徹 四戸世紀 高橋知己 中村均一 箱山芳樹 森田一浩 守山光三   |
| 19 2006 | 幕張メッセ イベントホール | 千葉県 東関東支部 | 2006年11月19日（日）                 | 生方正好 梅津正好 大城正司 木下牧子 久保義一 坂上弘志 宮下宣子 |
| 20 2007 | 大阪城ホール              | 大阪府 関西支部   | 2007年11月18日（日）                 | 赤松二郎 呉信一 齊藤匠 竹原明 藤井むつ子 本田耕一 丸山勉       |
| 21 2008 | 幕張メッセ イベントホール | 千葉県 東関東支部 | 2008年11月23日（日・祝）             | 安藤芳広 市川智子 大浦綾子 大城正司 荻野昇 杉山眞彦 須山芳博   |

### 第22回 - 第34回
| 回 年度 | 会場         | 都道府県 所属支部 | 日程                     | 審査員                                                           |
| ------- | ------------ | ----------------- | ------------------------ | ---------------------------------------------------------------- |
| 22 2009 | 大阪城ホール | 大阪府 関西支部   | 2009年11月29日（日）     | 市川智子 井手詩朗 稲本耕一 大津立史 奥田昌史 新田幹男 古田俊博   |
| 23 2010 | 大阪城ホール | 大阪府 関西支部   | 2010年11月21日（日）     | 市川智子 大城正司 小倉貞行 島貫利博 杉山眞彦 須山芳博 橋本眞介   |
| 24 2011 | 大阪城ホール | 大阪府 関西支部   | 2011年11月20日（日）     | 市川智子 井手詩朗 大城正司 寺田由美 中村めぐみ 古田俊博 宮下宣子 |
| 25 2012 | 大阪城ホール | 大阪府 関西支部   | 2012年11月18日（日）     | 安藤芳広 池上政人 竹本義明 箱山芳樹 橋本眞介 久永重明 前田綾子   |
| 26 2013 | 大阪城ホール | 大阪府 関西支部   | 2013年11月24日（日）     | 須山芳博 竹内雅一 寺田由美 中村均一 星野究 丸田悠太 三宅孝典     |
| 27 2014 | 大阪城ホール | 大阪府 関西支部   | 2014年11月23日（日・祝） | 大橋晃一 小川佳津子 近藤孝司 竹本義明 長瀬敏和 七澤英貴 本田耕一 |
| 28 2015 | 大阪城ホール | 大阪府 関西支部   | 2015年11月22日（日）     | 小串俊寿 加藤明久 須山芳博 田中弘 藤井むつ子 松岡裕雅 若狭和良   |
| 29 2016 | 大阪城ホール | 大阪府 関西支部   | 2016年11月20日（日）     | 大塚哲也 岡崎耕二 中島大之 中村均一 平子久江 福田淳 丸尾卓巧     |
| 30 2017 | 大阪城ホール | 大阪府 関西支部   | 2017年11月19日（日）     | 芦田修次 大津立史 岡崎耕二 奥田昌史 近藤孝司 前田綾子 丸山勉     |
| 31 2018 | 大阪城ホール | 大阪府 関西支部   | 2018年11月18日（日）     |                                                                  |
| 32 2019 | 大阪城ホール | 大阪府 関西支部   | 2019年11月24日（日）     |                                                                  |
| 33 2020 | 大阪城ホール | 大阪府 関西支部   | 2020年11月22日（日）     |                                                                  |
| 34 2021 | 大阪城ホール | 大阪府 関西支部   | 2021年11月21日（日）     |                                                                  |

### 主催者による大会
- 全日本吹奏楽連盟
  - 全日本吹奏楽コンクール
  - 全日本アンサンブルコンテスト
  - 全日本小学校バンドフェスティバル 等

### 他の主催者による大会
- 日本マーチングバンド協会（JMBA）
  - マーチングバンド全国大会
  - マーチングステージ全国大会 等